# آریل والر
آریل والر (به انگلیسی: Ariel Waller) (زاده ۱۶ مهٔ ۱۹۹۸) یک بازیگر خردسال کانادایی است که بازیگری را در سن ۶ سالگی شروع کرد. اولین نقش اصلی او نقش رزماری «رزی» برادوک، دختر جیمز جی برادوک، در فیلم مرد سیندرلایی در سال ۲۰۰۵ بود. او به خاطر درخشیدن در نقش ماتینا «مارتی» فنتر در فیلم زندگی با دِرِک، که یک سریال تلویزیونی کانادایی بود، شهرت دارد.